# Lanni Marchant

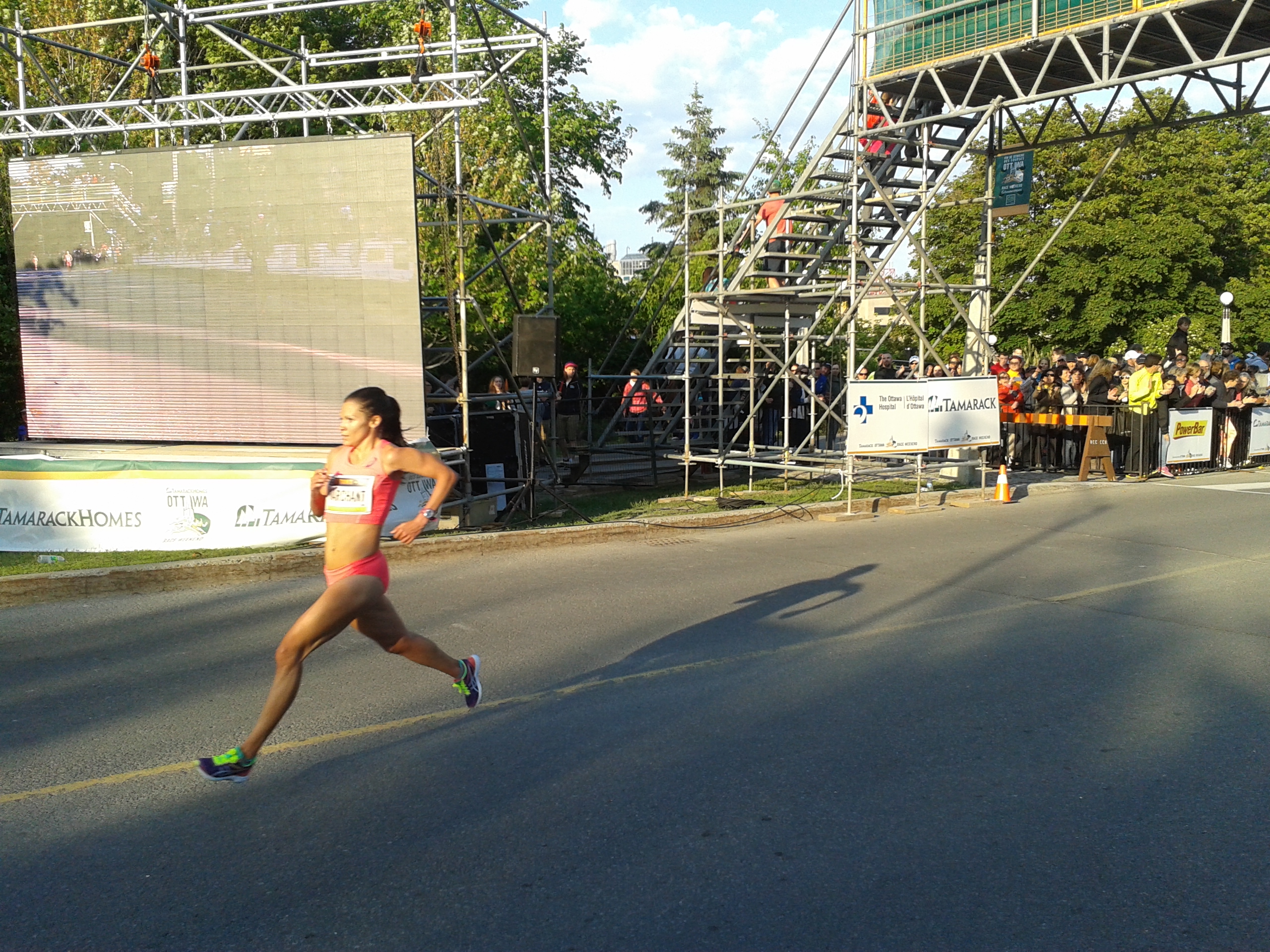
Lanni Marchant beim Ottawa Race Weekend 2015

Lanni Marchant (* 11. April 1984) ist eine kanadische Langstreckenläuferin.
2011 wurde sie Siebte beim Marathon des Ottawa Race Weekends und kam beim Chicago-Marathon auf den 13. Platz.
2012 verbesserte sie als Fünfte beim Rotterdam-Marathon ihren persönlichen Rekord um mehr als zwölf Minuten auf 2:31:51 h, verfehlte aber die Olympianorm des kanadischen Leichtathletikverbands um knapp zwei Minuten.
Im Jahr darauf siegte sie beim Tom King Classic sowie beim Around the Bay Road Race und wurde Zweite beim Vancouver-Halbmarathon. Beim Marathon der Weltmeisterschaften 2013 in Moskau erlitt sie auf den letzten Kilometern einen Einbruch und lief auf Rang 44 ein. zwei Monate später wurde sie Dritte beim Toronto Waterfront Marathon und stellte dabei mit 2:28:00 h den aktuellen nationalen Rekord auf.
2014 siegte sie beim Tom King Classic mit dem kanadischen Halbmarathon-Rekord von 1:10:47 h, kam beim Boston-Marathon auf den 14. Platz und verteidigte ihren Titel in Vancouver. Beim Marathon der Commonwealth Games in Glasgow wurde sie Vierte und beim Toronto Waterfront Marathon Siebte.
2015 wurde sie Neunte beim New-York-City-Halbmarathon und wurde als Dritte beim 10-km-Bewerb des Ottawa Race Weekends Kanadische Meisterin im 10-km-Straßenlauf. Danach siegte sie beim Halbmarathonbewerb des Calgary-Marathons sowie zum dritten Mal in Folge beim Vancouver-Halbmarathon. Über 10.000 Meter gewann sie Bronze bei den Panamerikanischen Spielen in Toronto und kam bei den Weltmeisterschaften in Peking auf den 18. Platz.

## Persönliche Bestzeiten
- 10.000 m: 31:46,94 min, 2. Mai 2015, Palo Alto
- 10-km-Straßenlauf: 31:49 min, 23. Mai 2015, Ottawa
- Halbmarathon: 1:10:47 h, 9. März 2014, Nashville
- Marathon: 2:28:00 h, 20. Oktober 2013, Toronto